# Uwe Schneidewind

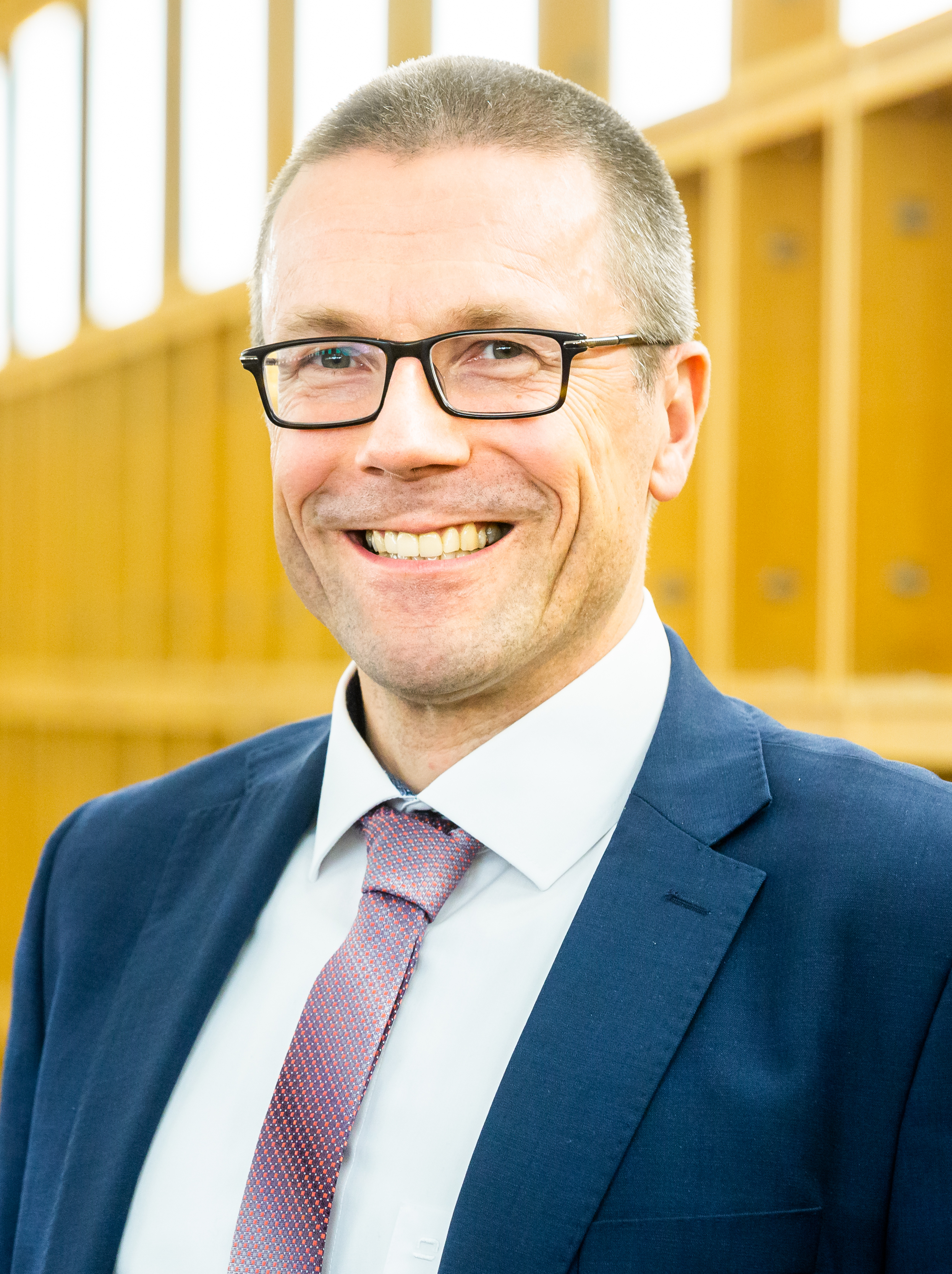
Uwe Schneidewind (2019)

Uwe Schneidewind (* 8. Juli 1966 in Porz, jetzt Köln) ist ein deutscher Politiker (Bündnis 90/Die Grünen) und Wirtschaftswissenschaftler. Seit 2020 ist er Oberbürgermeister der bergischen Großstadt Wuppertal. Bis 2020 war Schneidewind, der zeitweise zu den 100 einflussreichsten Ökonomen Deutschlands gezählt wurde, Präsident des Wuppertal Instituts für Klima, Umwelt, Energie in Wuppertal.

## Ausbildung und beruflicher Werdegang
Uwe Schneidewind studierte von 1986 bis 1991 Betriebswirtschaftslehre an der Universität zu Köln. Nach einer Tätigkeit bei der Unternehmensberatung Roland Berger Strategy Consultants wechselte er an die Universität St. Gallen, an der er am Institut für Wirtschaft und Ökologie promovierte (1995) und sich habilitierte (1998). 1998 wurde er auf die Professur für Produktionswirtschaft und Umwelt an der Carl von Ossietzky Universität Oldenburg berufen. Von 2004 bis 2008 war er Präsident dieser Universität.
Vom 1. März 2010 bis zum 30. April 2020 war Schneidewind Präsident und wissenschaftlicher Geschäftsführer des Wuppertal Instituts für Klima, Umwelt, Energie in Wuppertal. Er übernahm die Leitung als Nachfolger von Peter Hennicke. Schneidewind hatte bis Oktober 2020 eine Professur für „Innovationsmanagement und Nachhaltigkeit“ an der Bergischen Universität Wuppertal inne.

## Gesellschaftliches Engagement
Schneidewind ist seit 2011 Mitglied im Club of Rome. Zudem war er Vorstandsmitglied der Vereinigung für ökologische Wirtschaftsforschung (VÖW). Von 2013 bis Februar 2020 war er Mitglied des Wissenschaftlichen Beirats der Bundesregierung Globale Umweltveränderungen (WBGU).
Beim Bund für Umwelt und Naturschutz Deutschland war Schneidewind Mitglied des wissenschaftlichen Beirats. Schneidewind war weiterhin Vorsitzender der Kammer für nachhaltige Entwicklung der Evangelischen Kirche in Deutschland (EKD). Von 2011 bis 2017 war er Mitglied im Präsidium des Deutschen Evangelischen Kirchentags.
Schneidewind war von 2014 bis 2020 wissenschaftlicher Vorstand der Johannes-Rau-Forschungsgemeinschaft (JRF).

## Politik
Schneidewind ist Mitglied von Bündnis 90/Die Grünen.
Am 7. Februar 2020 wurde Schneidewind von der CDU Wuppertal und Bündnis 90/Die Grünen Wuppertal zum gemeinsamen Kandidaten für das Amt des Oberbürgermeisters von Wuppertal nominiert. Am 27. September 2020 wurde er mit 53,5 Prozent der Stimmen in der Stichwahl gegen den SPD-Amtsinhaber Andreas Mucke in dieses Amt gewählt. Seit dem 1. November 2020 ist er amtierender Oberbürgermeister von Wuppertal.
Das schwarz-grüne Bündnis im Stadtparlament ist jedoch im ersten Halbjahr 2022 zerbrochen. Am 26. Juni 2024 wählte die Verbandsversammlung des Zweckverbands Verkehrsverbund Rhein-Ruhr Schneidewind zu ihrem Vorsteher. Im Dezember 2024 kündigte Schneidewind an, bei der Kommunalwahl 2025 nicht mehr anzutreten.

## Preise und Auszeichnungen
- Universitärer Latsis-Preis für die Habilitationsschrift (1998)[19]
- Preis für Gute Lehre an der Universität Oldenburg (2002)[20]
- BAUM-Umweltpreis 2016 (Kategorie Wissenschaft)[21]
- FAZ-Ökonomen-Ranking der 100 einflussreichsten deutschen Ökonomen (2017[22], 2019[23])
- Cicero-Ranking der 500 wichtigsten deutschsprachigen Intellektuellen (2019)[24]
- Verdienstkreuz am Bande des Verdienstordens der Bundesrepublik Deutschland (2020)[25]

## Veröffentlichungen (Auswahl)
- Uwe Schneidewind: Chemie zwischen Wettbewerb und Umwelt: Perspektiven für eine wettbewerbsfähige und nachhaltige Chemieindustrie. Metropolis Verlag, Marburg 1995, ISBN 978-3-89518-042-2.
- Uwe Schneidewind: Die Unternehmung als strukturpolitischer Akteur. Metropolis Verlag, Marburg 1998, ISBN 978-3-89518-183-2.
- Uwe Schneidewind und Anke Truscheit und Gerriet Steingräber (Hrsg.): Nachhaltige Informationsgesellschaft. Analyse und Gestaltungsempfehlungen aus Management und institutioneller Sicht. Metropolis Verlag, Marburg 2000, ISBN 978-3-89518-316-4.
- Uwe Schneidewind und Angelika Zahrnt: Damit gutes Leben einfacher wird. Perspektiven einer Suffizienzpolitik. Oekom Verlag, München 2013, ISBN 978-3-86581-441-8.
- Uwe Schneidewind und Mandy Singer-Brodowski: Transformative Wissenschaft. Klimawandel im deutschen Wissenschafts- und Hochschulsystem. 2. Aufl. Metropolis Verlag, Marburg 2014, ISBN 978-3-7316-1057-1.
- Uwe Schneidewind: Die Große Transformation. Eine Einführung in die Kunst gesellschaftlichen Wandels. Fischer-Verlag, Frankfurt a. M. 2018. ISBN 978-3-596-70259-6.